# Révolte au Chiapas
La révolte au Chiapas menée par l'Armée zapatiste de libération nationale débuta dans les années 1980, mais son événement le plus visible, le soulèvement armé, date  du 1er janvier 1994 dans le sud-est du Mexique, avec l'occupation et le saccage durant quelques heures du palais municipal (mairie) de San Cristobal de Las Casas connue sous le nom de prise de San Cristóbal de las Casas et de ceux d'autres chef-lieu Ocosingo, Las Margaritas (Chiapas), etc. . Une partie des communautés du Chiapas (les « zapatistes » ou « néozapatistes ») se sont regroupés pour défendre des droits qu'ils pensaient bafoués, et se sont entrainés à l'affrontement armé. 
Depuis 2001, les zapatistes déclarent continuer la rébellion en défendant une voie d'autogestion et en organisant un système parallèle d'éducation, de santé, de police, de justice etc.
Il existe d'autres groupes armés au Chiapas, dont l'Armée révolutionnaire du peuple (en) (Ejército Popular Révolucionario), ainsi que des groupes paramilitaires.

## Raisons du soulèvement
Ce soulèvement a plusieurs causes. Elles sont principalement d'ordre socio-politique et économique et ont trait au respect des droits humains élémentaires.
Le Chiapas est un État pauvre et accumule des records en matière d'analphabétisme, de dénutrition, de mortalité infantile et de mortalité pour maladies infectieuses et respiratoires, de carence d'équipements domestiques (eau, électricité, etc). Il n'a bénéficié qu'avec retard et seulement partiellement des acquis agraires de la révolution mexicaine, en raison du contrôle politique et social exercé par une oligarchie conservatrice et parfois raciste, surnommée la « famille chipanèque ». Jusqu'aux années 1970, existaient dans les grandes propriétés des formes d'exploitation de la main d’œuvre autochtone proches du féodalisme : les paysans étaient soumis à une quasi-servitude, car, payés en jetons valables uniquement dans la boutique du maitre, ils contractent des dettes transmises de génération en génération qui leur imposent de rester sur place.
Le plan prévu par l'accord de libre-échange nord-américain, entré en vigueur en 1994, place sur le même plan les productions intensives du Corn Belt et les cultures agricoles vivrières pratiquées par les peuples autochtones : concrètement, les peuples autochtones devaient cesser de cultiver leurs terres pour acheter les produits à moindre coût au nord du continent. Sans possibilités de paiement, ils étaient donc condamnés, ce qui fut le motif insurrectionnel.

## 1994: déclaration de guerre
L’ALENA entre donc en vigueur le 1er janvier 1994. Les zapatistes, qui s'armaient et s’entraînaient depuis des années, utilisent ce symbole pour lancer le soulèvement armé. Ils déclarent la guerre au gouvernement fédéral mexicain, par la voix de Rafael Sebastian Guillén Vicente (dit le « sous-commandant Marcos »), et occupent temporairement plusieurs palais municipaux du Chiapas (le plus important étant celui San Cristóbal de las Casas qui comptait alors 99 000 habitants  , ainsi que ceux Altamirano, Las Margaritas, etc.).
Le soulèvement commence 30 minutes après l'entrée en vigueur de l'ALENA, avec la prise de San Cristóbal de las Casas durant la nuit du Nouvel An 1994 à 00h30. Les insurgés repartent ensuite dans les Hautes Terres (Altos) du Chiapas.

## 1995: observateurs internationaux
Le gouvernement du Parti révolutionnaire institutionnel réagit à la déclaration de guerre de l'EZLN par une guerre de basse intensité au Chiapas. Avec la mise en place des communes autonomes (municipios autonomos) dès la fin de l'année 1994, puis celle des conseils de bon gouvernement (Juntas de Buen Gobierno), coordonnant l'action de ces communes, les petits propriétaires paysans zapatistes assument par leurs propres moyens, avec l'aide d'une partie de la société civile mexicaine et internationale, la construction de leur propre système de santé et d'éducation, tout comme la production et la commercialisation du café à travers plusieurs grandes coopératives. Ces efforts ne sont pas couronnés de succès avant 2003.
Les zapatistes lancèrent la contestation envers cette offensive par de nombreux appels à la presse internationale. Il résulte de ces appels six déclarations de la forêt Lacandone (la dernière en date est celle de juin 2005) et une multitude de textes non dénués d'expression poétique, ainsi qu'à l'expression des revendications des zapatistes pour plus de démocratie, sans pour autant jouer le jeu des institutions en place. Ils sont en revanche sans ambiguïté concernant la résistance à « l'impérialisme américain », qui selon eux considère le continent américain et ses ressources comme son pré carré.

## Accords de San Andrés
La réélection du président Bill Clinton en 1996 fut mal perçue par certains membres de l'EZLN. En effet, des observateurs internationaux avaient pu mesurer un effet détourné des mesures prises par le gouvernement pour circonscrire la révolte : le développement d'infrastructures routières, demandée par la population pour désenclaver la région qui se sentait isolée et abandonnée, ne pouvant qu'avec difficulté se déplacer, servait également à améliorer le parcours des blindés légers achetés aux États-Unis et à la France par les Mexicains, l'armée accédant aux zones où l'EZLN s'était implantée. Ce développement favorise également le départ des jeunes vers les villes ou le nord du continent, et donc le dépeuplement du Chiapas de ses forces vives ; les troubles qui s'y déroulaient décourageaient les investisseurs.
L'année suivante, la seconde rencontre intercontinentale contre le néolibéralisme et pour l'humanité se déroula en Espagne simultanément dans plusieurs villes, dont Madrid. L'EZLN a servi aussi de prétexte au pouvoir en place pour militariser le Chiapas. Plusieurs campements permanents de l'armée ont été installées à proximité immédiate des communes autonomes (municipios autonomos) et des centres civils de coordination, les Caracoles zapatistes. 
En décembre 1997, le massacre d'Acteal est perpétré par des paramilitaires anti-zapatistes, tuant 45 villageois pour la plupart indigènes, dont une majorité de femmes et d'enfants. La région continue de subir, bien que plus occasionnellement, les attaques des paramilitaires, notamment à La Realidad en mai 2014 puis à La Garrucha à l’été 2015. 
Le Chiapas a été gouverné par Juan Sabines Guerrero, membre du PRD, entre 2006 et 2012. En 2012 a été élu Manuel Velasco Coello, du Parti vert écologiste du Mexique, le plus jeune gouverneur de l’État. Rutilio Escandon Cadenas, du parti Morena (Movimiento de Regeneracion Nacional) lui a succédé en décembre 2018 (son mandat dure jusqu'en 2024).
L'expérience zapatiste s'étend sur une région — en grande partie composée de forêts et de montagnes — de 28 000 kilomètres carrés (l'équivalent de la superficie de la Belgique) couvrant plus d’un tiers de l’État du Chiapas. On estime que 100 000 à 250 000 personnes forment les bases de soutien du zapatisme. Elle constitue la plus importante expérience d’autogouvernement collectif de l’histoire moderne. Le système sanitaire repose sur des « maisons de santé » proposant des soins de base. Les herbes médicinales et les thérapies traditionnelles sont encouragées, et l’accent est mis sur la prévention. Le système judiciaire zapatiste entend privilégier la réparation à la punition : discussion avec l’accusé, travaux collectifs au lieu de l’incarcération (il existe une seule prison dans l’ensemble des cinq zones). La délinquance et les violences domestiques ont chuté depuis l'implantation de ce système.

## Interventions et réactions internationales
La presse mexicaine relève que l’armée israélienne intervient à partir de 2013 pour former les forces de police de l’État. L’ambassade d’Israël au Mexique a cependant nié cette intervention, mais pour Fox News Latino : « Le refus de l’ambassade d’Israël de reconnaître que son gouvernement travaille au Chiapas est déroutant, étant donné la longue histoire que le gouvernement israélien a de travailler avec le Mexique. Depuis le début des années 70, le gouvernement mexicain a acheté des avions, des hélicoptères, des bateaux lance-missiles, des armes légères et d’autres armes, soit à l’armée israélienne, soit à des entrepreneurs militaires israéliens. »
Après l'adoption de l'Accord de libre-échange nord-américain (Alena) en 1994, les investisseurs américains demandent au gouvernement mexicain d’éliminer la rébellion zapatiste. Dans un mémo célèbre, la Chase Manhattan Bank précise : « Bien que le Chiapas, à notre avis, ne constitue pas une menace fondamentale pour la stabilité politique mexicaine, il doit être perçu comme tel et le gouvernement devra éliminer les zapatistes pour prouver son contrôle effectif du territoire national et de la politique de sécurité. »